# Хиблин, Игорь Николаевич
Игорь Николаевич Хиблин (укр. Ігор Миколайович Хіблін; род. 2 сентября 1955, Николаевск-на-Амуре, Хабаровский край) — советский футболист, защитник. Известный футбольный арбитр.

## Карьера игрока
Первый тренер — Александр Громницкий. В 1976 году подписал первый контракт с командой «Волна» (Хмельницкий), в которой провёл 2 сезона и сыграл в 13 матчах. После этого играл за любительский «Урожай» (Единец). В 1979 году перешёл в винницкую «Ниву», но провёл всего 5 игр и присоединился к команде «Колос» (Павлоград), а затем вернулся в уже знакомую команду «Подолье». Закончил карьеру футболиста в любительской команде хмельницкого завода «Катион».

## Судейская карьера
С 1992 года начал карьеру судьи в Высшей лиге Украины. В 2000 году стал лучшим футбольным арбитром Украины и получил «Золотой свисток»..
С 2004 года работает инспектором Премьер-лиги Украины. С 2010 года стал членом Комитета арбитров ФФУ. 7 мая 2014 года Игорь Николаевич был во второй раз переизбран на посту председателя Хмельницкой областной федерации футбола.